# Добринское сельское поселение (Смоленская область)
До́бринское се́льское поселе́ние — упразднённое муниципальное образование в составе Духовщинского района Смоленской области России.
Административный центр — деревня Добрино. На территории поселения находились 37 населённых пунктов.
Образовано законом от 2 декабря 2004 года. Упразднено законом от 20 декабря 2018 года, все его населённые пункты включены в Пречистенское сельское поселение.

## Географические данные
- Общая площадь: 389,1 км²
- Расположение: северная часть Духовщинского района
- Граничит:
  - на северо-западе — с Демидовским районом
  - на севере — с Тверской областью огибая с запада, юга и востока территорию Озёрненского городского поселения
  - на северо-востоке — с Холм-Жирковским районом
  - на юго-востоке — с Ярцевским районом
  - на юге и юго-западе — с Пречистенским сельским поселением
- По территории поселения проходит автомобильная дорога Р136 Смоленск — Нелидово
- По территории поселения проходит железная дорога Смоленск — Озёрный, станции нет.
- Крупные реки: Аржать, озеро: Велисто.

## Населённые пункты
В состав поселения входили следующие населённые пункты:
- Добрино, деревня — административный центр
- Амшара, деревня
- Берлезово, деревня
- Велисто, деревня
- Вертка Новая, деревня
- Вертка Старая, деревня
- Воронцово, деревня
- Дмитрово, деревня
- Замощье, деревня
- Зубково, деревня
- Зыки, деревня
- Коршуново, деревня
- Ленино, деревня
- Липки, деревня
- Мокряки, деревня
- Муравьище, деревня
- Нивки, деревня
- Никишкино, деревня
- Новая, деревня
- Пальцево, деревня
- Пашково, деревня
- Песчиво, деревня
- Петрунино, деревня
- Подвязье, деревня
- Попково, деревня
- Починок, деревня
- Савостино, деревня
- Свиты, деревня
- Селище, деревня
- Село, деревня
- Сесино, деревня
- Суровцево, деревня
- Сутоки, деревня
- Трунаево, деревня
- Устье, деревня
- Шеболтаево, деревня
- Юганово, деревня

Общая численность населения — 1216 человек.